# Mazurek Dąbrowskiego
Mazurek Dąbrowskiego AFI [maˈzurɛɡ dɔ̃brɔfˈskʲɛɡɔ] (en català, La masurca de Dąbrowski) és l'himne nacional de Polònia escrit per Józef Wybicki l'any 1797. Fou anomenada «La cançó de les legions poloneses a Itàlia» (Pieśń Legionów Polskich we Włoszech).
La música de l'himne va ser adaptada per Iugoslàvia, per crear el seu himne Hej, Slováci.

## Lletra
| Original en polonès Jeszcze Polska nie zginęła, Kiedy my żyjemy. Co nam obca przemoc wzięła, Szablą odbierzemy. Marsz, marsz, Dąbrowski, Z ziemi włoskiej do Polski. Za twoim przewodem Złączym się z narodem. Przejdziem Wisłę, przejdziem Wartę, Będziem Polakami. Dał nam przykład Bonaparte, Jak zwyciężać mamy. Marsz, marsz... Jak Czarniecki do Poznania Po szwedzkim zaborze, Dla ojczyzny ratowania Wrócim się przez morze. Marsz, marsz... Już tam ojciec do swej Basi Mówi zapłakany Słuchaj jeno, pono nasi Biją w tarabany. Marsz, marsz... | Traducció en català Polònia no s'ha perdut, Mentre nosaltres visquem. La qual cosa la violència aliena ens ha llevat, ho reclamarem amb l'acer a les mans. Marxa, Marxa, Dąbrowski Des de terres italianes a Polònia, Després del teu lideratge ens unirem com a poble. Creuarem el Vístula i el Varta I serem polonesos, Bonaparte ens ha ensenyat com ser vencedors. Marxa, Marxa... Com Czarniecki a Poznań Després de l'Ocupació sueca, A salvar el nostre país Tornarem per mar. Marxa, Marxa... El pare li deia a Bàrbara "Escolteu, diuen que els nostres estan tocant els tambors" Marxa, Marxa... |